# قرار مجلس الأمن التابع للأمم المتحدة رقم 1778
قرار مجلس الأمن التابع للأمم المتحدة رقم 1778، المتخذ بالإجماع في 25 سبتمبر 2007.

## القرار
وبقلق بالغ إزاء التهديد الإنساني الذي تشكله الجماعات المسلحة على حدود إقليم دارفور المضطرب بالسودان، قرر مجلس الأمن إقامة ما أسماه «وجود متعدد الأبعاد» بالتنسيق مع القوات الأوروبية في شرق تشاد وشمال شرق جمهورية افريقيا الوسطى.
ووفقًا للقرار 1778 (2007)، الذي تم تبنيه بالإجماع من قبل المجلس، سيتألف هذا الوجود من بعثة الأمم المتحدة الجديدة في جمهورية إفريقيا الوسطى وتشاد، والقوات التي ينشرها الاتحاد الأوروبي مع تفويض قوي لحمايته ودعمه. تم تفويض كلا المجموعتين للعمل لفترة أولية مدتها عام واحد.
ووفقًا للقرار، ستقوم بعثة الأمم المتحدة في جمهورية أفريقيا الوسطى وتشاد، من خلال النشر الأولي لـ 300 شرطي و50 ضابط اتصال عسكري، بدعم عناصر من الشرطة التشادية والاتصال مع الجهات الفاعلة الأخرى في المنطقة لمساعدة اللاجئين ومواجهة التهديدات للأنشطة الإنسانية.
وينص القرار أيضا على أن بعثة الأمم المتحدة في جمهورية أفريقيا الوسطى وتشاد ستساعد في رصد حالة حقوق الإنسان في المنطقة، والعمل مع الحكومات والمجتمع المدني في تشاد وجمهورية أفريقيا الوسطى لتعزيز معايير حقوق الإنسان ووضع حد لتجنيد الأطفال واستخدامهم. كما أنه سيساعد كلا البلدين في تعزيز سيادة القانون بالتنسيق مع كيانات الأمم المتحدة الأخرى.
تم تفويض عملية الاتحاد الأوروبي، بموجب الفصل السابع من ميثاق الأمم المتحدة، باتخاذ «جميع التدابير اللازمة» للمساعدة في حماية المدنيين المعرضين للخطر، ولتيسير إيصال المساعدات الإنسانية وللمساعدة في توفير الحماية والحرية لموظفي الأمم المتحدة من الحركة.

## روابط خارجية
- نص القرار في undocs.org